# شهرستان نیکولایفسکی (استان ولگوگراد)
شهرستان نیکولایفسکی (به لاتین: Nikolayevsky District) یک شهرستان در روسیه است که در استان ولگوگراد واقع شده‌است.